# Ecma International
Ecma International es una organización internacional basada en membresías de estándares para la comunicación y la información. Adquirió el nombre Ecma International en 1994, cuando la European Computer Manufacturers Association (ECMA) cambió su nombre para expresar su alcance internacional. Como consecuencia de esta decisión, el nombre ya no se considera un acrónimo y no se escribe completamente en mayúsculas.
La organización fue fundada en 1961 para estandarizar los sistemas informatizados en Europa. La membresía está abierta a las empresas que producen, comercializan o desarrollan sistemas informáticos o de comunicación en Europa.

## Objetivos
Los objetivos de Ecma International son desarrollar, en cooperación con las organizaciones de estándares nacionales, europeas e internacionales, estándares y reportes técnicos con el fin de facilitar y normalizar el uso de las tecnologías de información y comunicación y dispositivos electrónicos; promover el uso correcto de los estándares, mediante la influencia en el medio en el que se aplican; y, finalmente, hacer públicos estos estándares y reportes técnicos de forma impresa o electrónica, pudiendo ser copiados por las partes interesadas de manera libre.
Por más de cuarenta años, Ecma ha contribuido activamente en la normalización a nivel mundial de la tecnología de la información y las telecomunicaciones. Más de 400 Estándares Ecma y 100 Reportes técnicos Ecma han sido publicados, de los cuales más de 2/3 de ellos han sido adoptados como estándares y/o reportes técnicos a nivel internacional.
A diferencia de los cuerpos de normalización nacionales, Ecma es una organización basada en membresías, que se enorgullece de su visión orientada a los negocios para los estándares, que se dice que guía a mejores especificaciones en menos tiempo debido a la disminución de los procesos burocráticos enfocados en obtener un consenso.

## Algunas especificaciones importantes
- ECMA-262: especificación del lenguaje de programación ECMAScript.
- ECMA-334: especificación de C#.
- ECMA-335: especificación del CLI.
- ECMA-372: especificación de C++/CLI (extensiones de C++ para CLI).
- ECMA-368: especificación de la capa física y acceso al medio de la tecnología Ultra WideBand adoptada por Wimedia.